# Saint-Laurent-sur-Oust
Saint-Laurent-sur-Oust är en kommun i departementet Morbihan i regionen Bretagne i nordvästra Frankrike. Kommunen ligger i kantonen Rochefort-en-Terre som tillhör arrondissementet Vannes. År 2022 hade Saint-Laurent-sur-Oust 394 invånare.

## Befolkningsutveckling
Antalet invånare i kommunen Saint-Laurent-sur-Oust
| Referens: INSEE |